# 박해상
박해상(朴海相, 1949년 8월 28일 ~ , 경북 청도)은 대한민국의 공무원이다.

## 학력
- 협성상업고등학교 졸업
- 경북대학교 농학 학사
- 고려대학교 식량개발대학원 석사
- 경북대학교 대학원 농학 박사

## 경력
- 제12회 기술고시 합격
- 농림부 근무(이사관)
- 2001년 : 농림부 식량생산국장
- 2002년 : 한국농업전문학교 교장
- 2004년 : 농림부 차관보
- 2006년 : 농림부 차관
- 2009년 : 농협대학 학장
- 농협대학교 총장
- 2014년 : 한국단미사료협회 회장[1]